# 왓쳐 (2000년 영화)
《왓쳐》(영어: The Watcher)는 미국에서 제작된 조 차버닉 감독의 2000년 스릴러 영화이다. 제임스 스페이더, 머리사 토메이, 키아누 리브스 등이 출연하였고, 크리스토퍼 이버츠 등이 제작에 참여하였다.

## 줄거리
FBI 샌프란시스코 지부 특수 요원 조엘은 뒤쫓던 연쇄살인범으로부터 한 여성을 구하는 데 실패하자 일을 그만 두고 시카고로 이사한다. 심한 죄책감으로 두통에 시달리게 된 조엘은 심리치료사 폴리 베일먼에게 치료를 받는다.
어느 날 조엘과 같은 아파트에 살던 여성이 살해된다. 조엘은 해당 여성을 찍은 사진이 피살 3일 전 자신에게 송달되었다는 사실을 뒤늦게 알게 된다. 범인은 조엘이 전에 쫓았던 문제의 연쇄살인범 데이비드 앨런 그리핀.
데이비드는 조엘에게 전화를 걸어 자신이 조엘을 따라 시카고에 왔으며 조엘과 다시 라포르를 쌓고 싶다고 말한다. 데이비드는 다음 범죄 대상인 여성 사진을 아침에 보낼테니 밤 9시까지 그 여성을 찾아내라고 한다.
조엘이 시간 내에 이 여성을 찾아내는 데 실패하자 데이비드는 해당 여성을 살해한다. 데이비드는 다른 여성들로 이 "게임"을 계속하자고 하는데...

## 출연
- 제임스 스페이더 - FBI 특수 요원 조엘 캠벨 역
- 머리사 토메이 - 폴리 베일먼 의사 역
- 키아누 리브스 - 데이비드 앨런 그리핀 역
- 어니 허드슨 - FBI 특수 요원 담당관[3] 마이크 이비 역
- 크리스 엘리스 - 홀리스 매키 형사, 시카고 사건 담당 형사 역
- 로버트 치키니 - FBI 특수 요원 미치 캐스퍼 역
- 앤드루 로선버그 - FBI 요원 잭 프레이 역
- 데이비드 패스쿠에이지 - FBI 요원 노턴 역
- 조지프 시코라 - 스케이트보더 역

## 기타 제작진
- 공동 제작: 클라크 피터슨, 데이비드 엘리엇
- 배역: 제인 올더먼, 카먼 테츨라프
- 미술: 마리아 카소, 브라이언 이트웰

## 우리말 녹음
MBC 성우진 (2002년 2월 2일)
- 김영선 - 조엘 캠벨 (제임스 스페이더)
- 송준석 - 앨런 그리핀 (키아누 리브스)
- 엄현정 - 폴리 (머리사 토메이)
- 박조호 - 홀리스 (크리스 엘리스)
- 김기현 - 국장 (어니 허드슨)
- 이종혁
- 우정신
- 김용준
- 박선영
- 이상범
- 최수진
- 고성일
- 김서영
- 김지영
- 이자옥
- 최한
- 표영재